# 迪雷省

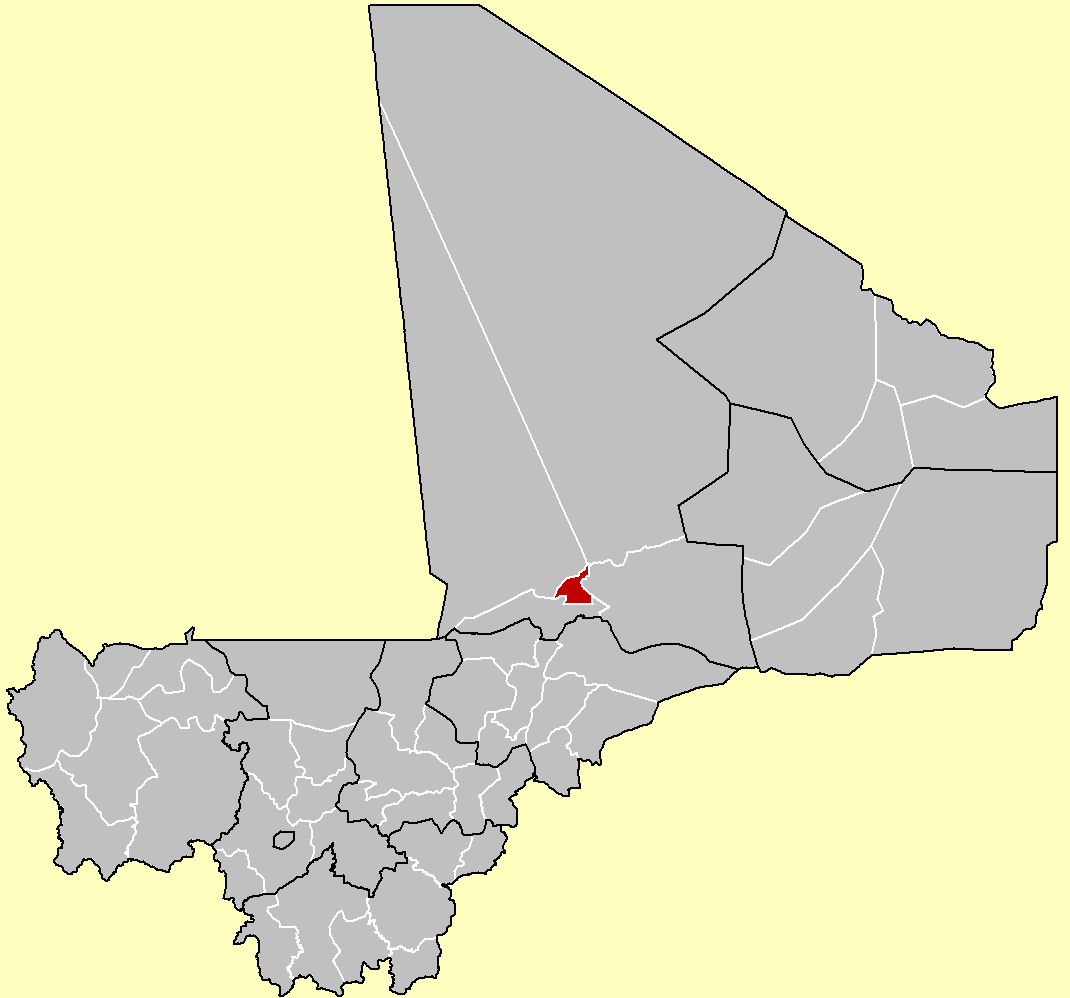

迪雷省（法語：Cercle de Diré），是馬里的省份，位於該國北部，由通布圖區負責管轄，首府設於迪雷，面積1,750平方公里，2009年人口111,324，該省人口密度每平方公里64人。